# Smallwood Reservoir
Het Smallwood Reservoir is een stuwmeer in de Canadese provincie Newfoundland en Labrador. Het meer ontstond in de periode 1967–1974 ten voordele van de Waterkrachtcentrale Churchill Falls. Het Smallwood Reservoir meet 6.527 km² waarmee het qua wateroppervlak het op een na grootste stuwmeer ter wereld is, na het Voltameer in Ghana.
Anders dan de meeste stuwmeren wordt het water niet tegengehouden door een dam, maar door een serie van 88 dijken in het stroomgebied van de Churchill die een cumulatieve lengte van 64 km hebben. Het meer werd vernoemd naar Joey Smallwood, de eerste premier van Newfoundland (1949-1972).

## Geografie
Het stuwmeer bevindt zich op het Labradorplateau, een plateau diep in het binnenland van het schiereiland Labrador met hoogtes variërend van 457 tot 579 meter boven de zeespiegel. Voordat het stuwmeer gecreëerd werd lag het nu onder water liggende gedeelte van het plateau bezaaid met door rivieren verbonden meren, poelen en moerassen. Daaronder drie grote meren: Meshikamau, Lobstick Lake en Ossokmanuan Lake.

## Beschrijving
In 1967 begon de bouw van de waterkrachtcentrale Churchill Falls en van de 88 dijken het stuwmeer moesten doen ontstaan (afgewerkt 1974). De hoogste van deze dijken meet 36 meter, de langste meet 6 km. Hierdoor smolten uiteindelijk het westelijke Lobstick Lake, het oostelijke Meshikamau en vele kleinere meertjes samen tot de huidige aaneengesloten watermassa. Van het zuidwesten vertrekt een 75 km lange maar relatief smalle zijarm in zuidoostelijke richting. Die zijarm bestaat uit de samengesmolten en sterk qua waterpeil gestegen meren Flour Lake (west) en Jacopie Lake (oost). Aan het verste punt ervan ligt de waterkrachtcentrale en het dorpje Churchill Falls. Aldaar watert het meer af in de Churchill.

### Ossokmanuan Lake
Het zuidwestelijker gelegen Ossokmanuan Lake was door de aanbouw van de waterkrachtcentrale Twin Falls (1960-1963) reeds sterk gegroeid en ging bekendstaan als het Ossokmanuan Reservoir. Toen het Smallwood Reservoir klaar was stelde men vast dat er meer elektriciteitspotentieel was wanneer Ossokmanuan Lake zou afwateren naar het Smallwood Reservoir. Dit gebeurde dan ook via de Gabbro Control Structure, waarop de centrale van Twin Falls na zo'n tien jaar reeds definitief stilgelegd werd.

## Zie ook

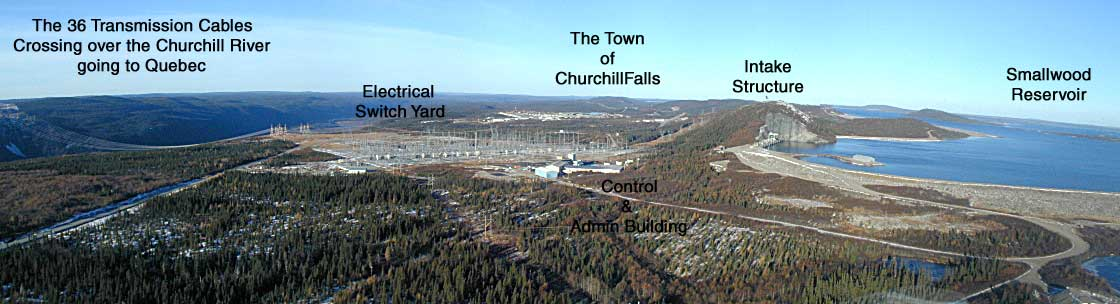
Zicht op de waterkrachtcentrale Churchill Falls. Rechts is een gedeelte van de bovenvermelde zijarm van het Smallwood Reservoir zichtbaar